# Neckera ampullacea
Neckera ampullacea là một loài rêu trong họ Neckeraceae. Loài này được Müll. Hal. mô tả khoa học đầu tiên năm 1876.